# Дітер Коллін
Дітер Коллін (нім. Dieter Collin; 17 лютого 1893, Любен — 13 серпня 1918) — німецький льотчик-ас, лейтенант Прусської армії.

## Біографія
Учасник Першої світової війни. 22 листопада 1916 року направлений в 22-гу, але відразу переведений в 2-гу винищувальну ескадрилью. 21 лютого 1917 року повернувся в 22-гу винищувальну ескадрилью. 6 вересня 1917 року отримав тяжке поранення у бою. 4 березня 1918 року повернувся до ладу. 16 квітня 1918 року очолив 56-ту винищувальну ескадрилью. 13 серпня 1918 року у бою над Байолем отримав тяжке поранення. Того ж дня помер у військовому шпиталі. Похований на цвинтарі в Менені (Бельгія) у братській могилі 1044.
Всього за час бойових дій здобув 13 перемог, ще одна залишилась непідтвердженою.

## Нагороди
- Залізний хрест 2-го і 1-го класу
- Нагрудний знак військового пілота (Пруссія)